# Rough Draft Studios
Rough Draft Studios Inc. är en amerikansk animationsstudio med huvudkontor i Glendale, Kalifornien och en systerstudio vid namn Rough Draft Korea i den sydkoreanska huvudstaden Seoul. Studion animerar bland annat The Simpsons, Futurama, SvampBob Fyrkant och Family Guy.

## Företaget
Företaget startade 1991 i ett garage i Van Nuys, Los Angeles, Kalifornien av paret Gregg Vanzo och Nikki Vanzo. Under arbetet med Ren & Stimpy kom idén att tillsammans med Ren & Stimpys skapare, John Kricfalusi, starta en studio i Korea. 1995 kom studions första egna serie The Maxx. Studion använder sig av en teknologi som blandar 2-D med data animation och NPR, Non-Photorealistic Rendering. Detta användes först i The Maxx, senare också i The Simpsons: Filmen och Futurama. 

## Produktioner, i urval
- Star Wars: Clone Wars
- Dilbert
- Looney Tunes
- Futurama
- Ren & Stimpy
- The Maxx
- The Simpsons: Filmen -film
- SvampBob Fyrkant - Filmen -film
- Bender's Big Score -film
- The Beast With A Billion Backs -film
- Bender's Game -film
- Into the Wild Green Yonder -film
- The Simpsons -färg och bläck
- American Dad! -färg och bläck
- Beavis och Butt-Head -färg och bläck
- Ko och Kyckling -färg och bläck
- SvampBob Fyrkant -färg och bläck
- Dexters laboratorium -färg och bläck

## Dotterbolag
- Green West Entertainment
- Main Street Pictures
- Ternion Pictures
- Microscope Films
- N Studios
- Melbourne Animation Studios
- Essex Productions
- Ash Ei Entertainment

## Division
- Rough Draft Feature Animation
- RDS Animations